# A Mormon könyve kritikája
A Mormon könyve a mormonizmus egyik szent irata, amit Joseph Smith publikált 1830-ban, Palmyrában. Megjelenése óta heves viták kereszttüzében áll. A körülötte levő tudományos viták gyújtópontjában nem a vallás tanításainak helyessége áll, hanem az, hogy Smith állítása szerint a könyvet nem ő maga írta (nem személyesen ő kapta a benne foglalt vallási kinyilatkoztatásokat), hanem egy – mindmáig ismeretlen – Kr. e. 2200 és Kr. u. 421 között íródott eredetiből fordította. Fordítás alatt azt érti, hogy bár az idegen nyelvű szöveget nem értette, az Isten által neki adott képesség, és eszközök által „kapta azt meg” angolul. Noha Smith fenntartotta, hogy az általa közölt szöveg fordítás, annak eredetijét soha nem mutatta be tudományos fórumokon, mindössze néhány, általa kiválasztott szemtanú láthatta (állításuk szerint), mielőtt visszaadta volna – állítása szerint egy angyalnak. A forrásoknak, amelyekből Joseph Smith a fordítást készítette, a mai napig nincs semmi nyoma és a saját korában sem volt (azaz tehát csak kevesen mondhatták el magukról, hogy láthatták az állítólagos aranylemezeket). Emiatt azok forráskritikai szempontból semmilyen elemzésnek nem vethetőek alá. Ez azért problematikus, mert egy angol nyelvű szöveggel a tudomány ebből a szempontból nem tud semmit kezdeni. Így tehát ebből a szempontból ez az egész kérdés lényegében kívül is esik a tudomány látáskörén – források nélkül nincs miről vitatkozni, nincs mit vizsgálni és bizonyítani (lásd még: Keresztény kritika/ Hiteles-e a Mormon könyve?/ Mormon válasz a kritikára, Keresztény kritika/ Változtatások a Mormon könyvében/ Mormon válasz a kritikára).
A könyv körül kialakult kritikai diskurzus, számos részletkérdés mellett, alapjaiban a szöveg fordítás voltát kérdőjelezi meg, a bizonyítékokat kéri számon (Tudományos kritika/ Szövegelemzés, Keresztény kritika/ Hiteles-e a Mormon könyve?, Változtatások a Mormon könyvében), illetve a Smith által leírt eredeti szöveg – közvetlen forrásból szintén nem ismert – nyelvével, írásjeleivel kapcsolatban fogalmaz meg kételyeket (Smith azt állította, hogy noha az Izrael területéről érkező amerikai őslakosok anyanyelve a héber volt, a szövegeket egyiptomi írásjelekkel rögzítették fémtábláikon) (Tudományos kritika/ Nyelvészet, Nyelvezet).

## Tudományos kritika

### Nyelvészet
| Nyelvészet | Nyelvészet |
| Kritikus álláspont | Mormon válasz a kritikára |
| --- | --- |
| Az állítólagos amerikai héber nyelv – paradox módon – nem hatott más amerikai nyelvekre, a ma ismeretes indián nyelvekben, azok alapnyelvi rétegében pedig még nyomokban sem fedezhetők fel héber hatások Nyelvi, nyelvtörténeti összehasonlítások esetén (ha két nyelv esetleges rokonságát kutatják) mindig az illető nyelvek alapnyelvi rétegét (bizonyítottan legősibb szavait) kell vizsgálni (nem pedig bármelyik szót), kizárandó a későbbi nyelvi lelemények és az átvételek esetleges véletlen hasonlóságaiból származó félreértéseket. Az azték-héber kapcsolatokra talált szómegfelelések nyelvészetileg nem állnak meg, mivel ezekben a vizsgálatokban a mormon kutatók nem az alapnyelvi réteget vetették össze következetesen. Már a két nyelv alapkaraktere is élesen különbözik, amennyiben az azték egy erősen agglutináló (bekebelező) nyelv (amelynek több mint húsz változatát beszélik, többnyire kétnyelvű beszélők), a héber pedig flektáló sémi nyelv. Tehát az, hogy Brian Stubbs a kelta nyelvekhez hasonlítja az állítólagos amerikai hébert, amit A mormon válasz a kritikára-rész említ, semmiképpen sem állja meg a helyét {még ha létezett is a Smith által említett nyelv}. A kelta nyelveket ugyanis ma is beszélik különböző közösségek, nem is csak Nagy-Britanniában ír nyelv, walesi nyelv, ír gael nyelv, skót gael nyelv, a korni nyelv és a manx nyelv}, de Franciaországban is {a breton nyelvet}. A kelta nyelvek fontos nyomot hagytak számos nyelvben (különösen a francia nyelvben a gall elemek), jól kimutathatók a kelta eredetű átvételek számos európai nyelv esetében.). Amerikában nem maradt egyetlen írott héber emlék sem. Smith azt állítja, a könyv szövegét leíró zsidók hieroglifákat írtak. Egyetlen olyan nyelvemlék sem maradt fenn a zsidóktól, ahol ez így lenne, hanem a zsidók héber és arámi nyelvű szövegei héberül maradtak fenn. Reformált vagy megújított egyiptomi írás (melyen állítólag a Mormon Könyvét írták) nem létezett/ annak eddig nem akadtak a nyomára (a mormonok is azt mondják a túloldalon, hogy sehol máshol nem létezett), arról semmiféle dokumentum nem létezik. Az általában hivatkozásként felhozott (mint az egyiptomi nyelv más változatai) hieratikus és démotikus írás nem az (Az utóbbi nem is hieroglifa.) – az első a hieroglifák kurzivált változata, azaz egyszerűen olyan hieroglifák, amiket nem kőbe véstek, hanem papiruszra írtak tintával, utóbbi pedig ennek közvetlen leszármazottja, tehát lényegében mindkettő kézírás. Az egyiptomi nyelvnek a démotikus után nincs semmiféle más változata. A mormonok szerint a zsidók magukkal vitték az óvilágból az egyiptomi nyelv ismeretét, és a szentírásukat 1000 éven át ezen az idegen nyelven írták. Ennyi sok időn keresztül képes volt átadódni az eredeti kultúrkörből elszármazottan ez az „értelmiségi” tudás? A Mormon könyvében görög szavak és nevek is szerepelnek, például Nefi fivérének a neve Timóteus, Krisztus úgy mutatkozik be, hogy ő az Alfa és Omega, továbbá: Irreántum, Liahona. | Brian Stubbs, a közel-keleti és az ősi amerikai nyelvek mormon specialistája kapcsolatot talált a héber és a juto-azték nyelvek között. A szótári és egyéb nyelvi elemek 30-40% hasonlóságot mutatnak, ami figyelemreméltó. Stubbs eredményeiről pozitívan nyilatkozott Roger Williams Westcott a Kanada és Amerikai Egyesült Államok Nyelvészeti Társaságának volt elnöke, több száz cikk és 40 könyv nem-mormon szerzője: "A Stubbs által felvetett kapcsolat az ó- és újvilág között eléggé meglepő, azonban a felvetést egyéb bizonyítékok is megerősítik: kánaánita feliratokat találtak Georgiában, Tennessee-ben és Brazíliában; továbbá héber és marokkói érméket találtak Kentucky-ban és Venezuelában.", Az egyházi tudósok többsége szerint a Mormon könyvében található események egy viszonylag kis területen folytak le, és több más kultúra és nép is lakott az amerikai kontinensen, melyekről nincs szó a könyvben. A Mormon könyvében szereplő, héberül beszélő nép azon része, amely a mormon könyvét is alkotó feljegyzéseket folyamatosan készítette, kipusztult, másik része elvadult ősei kultúrájától. Brian Stubbs szerint, a héber nyelvnek Amerikában ugyanaz lehetett a sorsa mint a kelta nyelvé, ami egyszer egész Európában megtalálható volt, de most már a Brit-szigeteken kívül majdnem kihalt. Az egyiptomi nyelvvel kapcsolatban "megújított" írásmódokat már régebben ismerünk: démotikus, hieratikus. Nili S. Fox, nem-mormon tudós 1997-ben előadást tartott arról hogy Egyiptom és a zsidók közötti történelmi kapcsolat hosszabb volt mint eddig gondolták. Mormon könyve állítólagos szerzői közé sorolt Mormon próféta elmondása szerint (aki kivonatolta a nefita- , s fia, Moróni a járedita szövegeket) ők általuk megújított egyiptomi jelekkel írtak, melyet megváltoztattak a beszédük módja szerint, és ha nagyobb lemezeik lettek volna, héberül írtak volna. Ezt az írást más nép nem ismerte, ezért Isten a lemezeik elolvasásához eszközt (Urim és Tummim) készített. Smith-ék az így lefordított szöveg eredetijének egy részét, s annak fordítását nyelvészprofesszoroknak mutatták meg, akik szerint az írott jelek hitelesek, azok egyiptomi, káldeai, asszír és arab írásjelek, és a fordítás helyes. (A szöveget lásd a 62. szakasztól.) A zsidók a Bibliát lefordították görögre is akik szintén történelmi ellenségeik voltak. A kritika görög nyelvre vonatkozó részének nem látszik kritikus tartalmának lenni. |

### Szövegelemzés
| Szövegelemzés, irodalomkutatás | Szövegelemzés, irodalomkutatás |
| Kritikus álláspont | Mormon válasz a kritikára |
| --- | --- |
| Az Smith-korabeli, a Mormon Könyvéhez hasonló tartalmú könyvek és cikkek ismeretében nem volt-e meg minden lehetősége Joseph Smith-nek és társainak arra, hogy összeállítsák a Mormon Könyvét? A stanfordi egyetem egy 2008-as elemzése szerint a Mormon könyve három szerző munkája: Solomon Spalding műve alapján Sidney Rigdon és Oliver Cowdery írták, mindketten a korai mormonizmus kulcsfigurái és vezető egyéniségei voltak. Az egyház több kritikusa úgy magyarázta a könyv keletkezését, hogy Joseph Smith a könyv történetének ötletét, vagy magát a szöveget átvette egy másik írótól. Az egyház és a Mormon Könyve kritikusai két könyvre szoktak utalni. Már a Mormon könyve megjelenése (1830) után alig 4 évvel kezdtek terjedni azok a nézetek, melyek szerint a könyv története nem eredeti, hanem két műből lett plagizálva: a Solomon Spalding nyugdíjas tiszteletes (író) által az 1810-es évek-ben írt, a nyomdába kerüléskor eltűnt, tehát akkor kiadatlan, hanem az 1880-as években újra előkerült Megtalált kézirat és Ethan Smith Nézet a zsidókról című művekből. | A mormon könyve kiadásakor J. Smith még nem ismerte Sidney Rigdon-t. A mormon álláspont szerint a szövegelemző módszer nem meggyőző nem-eredeti, azaz fordított szövegek esetében. Kezdettől fogva az egyház hivatalos állásfoglalása szerint ez a kitalált és széles körben propagált Spaulding-Rigdon elmélet Sátán kísérlete volt, hogy Isten szavának a tekintélyét lerombolja. A kézirat hiánya miatt ezt teljeskörűen nem lehetett bizonyítani. Mikor a kéziratot később az 1880-as években felfedezték, az megerősítette az egyház álláspontját, hogy nincs köze a Mormon könyvéhez (az egyház cáfolja a kapcsolatot a két mű között/ az egyház szerint aki elolvassa láthatja, hogy csak felszínes hasonlatosság van köztük), egyháztagok szerint, -se annak történetéhez, s 1886-ban ki is adta a (Spaulding-) kéziratot hogy több emberhez juthasson el a könyv. Az egyház több kritikáusa is úgy véli, ez a kézirat nem lehet a Mormon könyve forrása, mint például Fawn Brodie. A másik könyv, amire utalnak az egyház kritikusai Ethan Smith "View of the Hebrews" (Nézet a zsidókról) című könyve, melyet Vermont államban adtak ki 1823-ban (majd 1825-ben bővített változatban), alig 5 évvel a Mormon könyve megjelenése előtt. A mormon tudósok szerint csak felszínes hasonlatosságok vannak a két mű között. |

### Nyelvezet
| Nyelvezet | Nyelvezet |
| Kritikus álláspont | Mormon válasz a kritikára |
| --- | --- |
| A kiazmus megjelenése a szövegben nem igazolja annak héber eredetét, amennyiben a kiazmus nem egy nyelvi sajátosság, hanem egy retorikai eszköz, a transzmutáció egyik formája, amely a héber mellett a görög és latin irodalomban is gyakran használt eljárás. Az ókor óta a világirodalom általánosan bevett technikái közé sorolódott, és az angol nyelvű irodalomban is nagy hagyományai vannak (fellelhető például a Hamletben, vagy a Canterburyi mesékben is). A magyar irodalomban is szívesen használt eszköz, élt vele Arany János, Ady Endre, Babits Mihály, Kosztolányi Dezső és József Attila is. A kiazmus alkalmazását a Mormon könyvében angol irodalmi hagyományokra ugyanúgy vissza lehet vezetni, mint görög, latin vagy héber példákra, nem lehet belőle következtetni sem a szöveg keletkezésének korára, sem eredeti nyelvére (ahogyan például egy magyar nyelvű epigramma sem lesz automatikusan (görög) fordítás attól, mert maga a műfaj görög találmány), viszont mindenképpen valamiféle irodalmi jártasságra vagy a könyv állítólagos írói, vagy J. Smith és tímje részéről. Joseph Smith, esetleg írnokai, és „lektorai” műveletlenségét mutatják a Mormon könyve helyesírási tévedései. (Tehát valamiben műveltség, valamiben műveletlenség, vagy hanyagság. Viszont a műveletlenség kritikája nyilván nem mutatna sehová, legfeljebb megerősíti a mormon álláspontot a műveletlen prófétáról.) Egy eredeti szöveg nyelvének sajátosságai nem igazolják a fordítás hibáit (a célnyelvben annak sajátos szabályait használják a fordítók, a forrásnyelv szabályrendszere természetesen nem "fordítódik" le, nem is fordítható). A fordításnak mindig a célnyelven kell helyesnek lennie. Ebből következően minden olyan jellegzetesség, amely "szokatlan" a szenderdben hiba. (Az előző mondat úgy gondolom nem, vagy nehezen – nekem, egy másik szerkesztőnek legalábbis – érthető.) Tehát ha J Smith és csapata nem fordított, hanem írt, ebben a dologban ők voltak bénák, ha fordított, s nem ők írták az irományt, akkor is, s a hibák nem látszólagosak, nem nem hibák, amik hanem csak az eredeti szövegről mutatnak meg valamit, viszont tehát utóbbi esetben a „fordítók” műveletlensége kritikailag nem mutat sehová... Hacsak: Állítólag Isten fordított. Ha ez igaz, akkor ha a fordítás hibás, a hibákat megmagyarázhatja e az abban való emberi közreműködés? Ha nem magyarázhatja meg, akkor, mivel Isten nem fordíthat hibásan, hazugság az, hogy Isten fordított. | Kritikusok ügyetlennek szokták mondani a könyv nyelvezetét. Azonban több olyan nyelvi struktúra található benne melyek ősi, héber eredetre utalhatnak. Ezek egyike a kiazmus (chiasmus). Gyakori a héber költészetben. A kiazmusokat nem vizsgálták a könyvben 1967-ig, amikor egy mormon tudós, John W. Welch feltételezte hogy a Bibliához és más régi írásokhoz hasonlóan talán itt is előfordulhatnak. A tudós tiszta, világos és érthető kiazmusokat talált a könyvben. Azóta még több kiazmusos szerkezetet is felfedeztek. Például Alma 36-os fejezetének 30 szakasza egyetlen nagyméretű kiazmus szerkezetre épül. Helyesírási tévedések nincsenek benne, csak olyan nyelvtani jellegzetességek, melyek a modern angolban szokatlanok. A Mormon könyvében a Biblia King James fordításában előfordulóknál nagyobb számban található olyan nyelvi struktúra melyek ősi, héber eredetre utalhatnak. |

### Etnológia és genetika
| Etnológia és genetika | Etnológia és genetika |
| Kritikus álláspont | Mormon válasz a kritikára |
| --- | --- |
| A Mormon könyve szerint, a benne említett kultúrák közül csak a lámániták maradtak fenn. Bevezetésében (ami nem a könyvhöz tartozik, hanem később adták hozzá) található, hogy a lámániták „az amerikai indiánok ősei között vannak”. Kutatók nem találtak jelentős hasonlóságot ma élő indiánok és zsidó származású emberek DNS-ében, szerintük a mai indiánok a mongoloid rasszba tartoznak, ami Ázsiából származik. Ez nem zavarja a hívőket, hiszen lehet, hogy az indiánok ősei között találhatóak lámániták anélkül hogy azt egy ilyen tudományos vizsgálat igazolná. | Az egyház soha nem foglalt hivatalosan állást abban, hogy a mai indiánoknak milyen arányban ősei a zsidók, és a Mormon könyve nem zárja ki a nemzsidó ősöket sem (járediták) (úgy tudni, a Mormon könyve szerint a járediták egy ember kivételével kipusztultak). (A következő mondat némi ellentmondásban áll az előzővel.) A mormonok szerint a lámániták viszonylag kevesen voltak Amerika teljes lakosságához képest (felvetődik a kérdés, a „mormonok” honnan tudnak erről, hiszen úgy tudni, a Mormon könyvében nincs szó más népekről), ezért nehezen mutatható ki a mai indiánokban a genetikai nyomuk. Ezek ellenére a DNS vizsgálatok nem cáfolják azt a lehetőséget sem, hogy az indiánok ősei között megtalálhatók a lámániták (zsidók maradékai). A DNS kutatások kezdeti eredményei után az a nézet uralkodott, hogy az indiánok ázsiai népektől származnak. 1998-ban Virginia Morell közzé tette a Science című tudományos folyóiratban a haplogroup X-el kapcsolatos kutatásait (Science, 10 April 1998, p. 190). Ebből a cikkből kiderül, hogy van genetikai kapcsolat az indiánok és az európai vagy közel-keleti népek, közöttük az izraeli nép között is. A genetikai kapcsolat felfedezése próbára teszi a Bering-szoros elméletet és támogatja a lehetőségét az Újvilág óceáni kontaktusainak. (Tehát honnan tudják „a mormonok”, hogy a lámániták viszonylag kevesen voltak Amerika teljes lakosságához képest?) A kritika kigúnyolja a mormon emberek feltételezett álláspontját, miszerint inkább hisznek a mormonizmussal kapcsolatos érzéseikben, mint a saját eszüknek, amely ilyen-olyan logikák alapján ellentétbe kerülhet azzal. Ezzel az ember valamilyen alapvető beállítódását támadja, vélhetően lélek ellenes, szív-ellenes módon, azt, hogy az ember több, mint ész. |

### Orvostudomány
| A lepra | A lepra |
| Kritikus álláspont | Mormon válasz a kritikára |
| --- | --- |
| A lepra említése i. sz. 34-ben a Mormon könyvében anakronizmus, mert a ma ismert leprát a spanyol hódítók vitték csak oda 18. század közepén.[forrás?] A cáraat ugyan jelent(het) tágabb értelemben mindenféle bőrbajt, azonban elsődleges jelentése a lepra. A különféle bőrbetegségekre megvannak a különböző szavak a Bibliában.[forrás?] | A Bibliából ismert lepra (bélpoklos) szó a héber cáraat fordításaként nem a mai értelemben vett leprát jelenti. A bibliai leírások alapján, járványtanilag a cáraat nem azonosítható a leprával, hanem számos olyan típusú bőrbetegség összefoglaló neve mely a bőr pikkelyesedésében és lehámlásában mutatkozik meg. Mikor a Mormon könyvében Jézus a betegeket magához hívja, köztük a „leprásokat” is, akkor ugyanolyan pontossággal utal a szó magára a betegségre mint a Bibliában. |

### Zoológia és botanika
| Zoológia és botanika – óvilági állatok és növények Amerikában | Zoológia és botanika – óvilági állatok és növények Amerikában |
| Kritikus álláspont | Mormon válasz a kritikára |
| --- | --- |
| A Mormon könyve sok olyan állatot sorol fel, amelyek az egyház kritikusai szerint nem léteztek az amerikai kontinensen Kolumbusz előtt. Ezeket az indiánok számára először ismeretlen állatokat mind a gyarmatosítók vitték be. A Mormon könyve zsidó hősei például i. e. 589-ben a vadonban ökröt, tehenet, kecskét, szamarat és lovat találtak, volt csirke és kutya, illetve jószágaik között ezeken kívül juhaik és disznóik, elefántjaik is voltak. De olvashatunk sárkányról, oroszlánokról mint „erdei vadak”-ról, szatírokról is. A Mormon könyve többször is említ selymet, az ehhez szükséges selyemhernyó még sok évszázadon át csak Ázsiában létezett, és a kínaiak monopóliuma volt. A híres selyemúton csak az i. e. 2. század után jutott el Európába a selyem. A Mormon könyve szerint Jézus Amerikában is elmondta a Hegyi beszédet, és ott is megemlítette a molyokat, pedig Amerikában akkor még nem voltak juhok, sem gyapjú ruhák, sem molylepkék. Ugyanígy kérdés, hogyan ehettek a Mormon könyve szereplői „vajat és mézet”, amikor Amerikában Kolumbusz előtt nem létezett sem tejadó tehén vagy háziasított kecske, sem mézadó méhfajta? Ami a növényeket illeti, az 1Nefi 18:24 szerint a bevándorló zsidók az i. e. 6. században sok, „Jeruzsálem földjéről” hozott magot ültettek el, és azok „szépen növekedtek”, és így „áldott bőségben” volt részük. Nincs azonban semmi nyoma annak, hogy Palesztina tipikus növényei (búza, árpa, borszőlő, füge, datolya, gránátalma, hagyma, olajfa stb.) közül Kolumbusz előtt bármelyik is meghonosodott volna az amerikai kontinensen. A Mormon könyve mégis említ búza és árpatermesztést. Jézus az amerikai Hegyi beszédben (i. sz. 34-ben) szőlővel és fügével példálózik, pedig a zsidók leszármazottai olyat hat évszázada nem is láthattak. | Ló: A kritika a Smithsonian Intézet 1982-es, Mormon könyvére vonatkozó megállapításán alapszik: „Az indiánoknak nem voltak … lovaik, szamaraik, tevéik 1492 előtt (Tevék és lovak voltak Amerikában a bivalyokkal, mamutokkal és masztodonokkal együtt, de ezek mind kihaltak i. e. 10 000 körül).” Azóta több lelet került elő, melyek szerint a kihalásuk ideje későbbre tehető. Például Wisconsinban egy temetkezési helyen lókoponyát találtak más indián tárgyakkal, melyek életkorát utólag i. sz. 700-ra becsülték. Chilében és az USA számos helyén találtak Kolumbusz előtti csirkecsontokat, azonban sok szakértő figyelmen kívül hagyja ezeket a leleteket, mondván: "mindenki tudja", hogy Kolumbusz előtt nem voltak csirkék., A pekarik elterjedtek voltak Közép-Amerikában és nagyban hasonlítottak a háziasított disznóhoz és így könnyen megfelelhetnek a Mormon könyve szerinti leírásnak. 1975-ben fedezték fel a harmadik fajta (Chacoan) pekarit.("Beasts in the Mist" by Marguerite Holloway, Discover, Vol. 20, No. 9, Sept. 1999, pp. 58–65). A Mormon könyve szerint a járeditáknak, akik Bábel tornyától jöttek Amerikába (kb. i.e 3000), voltak elefántjaik. Egy áradás és sár által elpusztított ősi városban, 500 mérföldre Mexico várostól, olyan elefántmaradványokat találtak melyek szerint a lakosok teherhordásra használták őket. Ezek alig különböztek a mai elefántoktól. Sziklarajzokon és hieroglifákon is ábrázolták őket, gyakran teherhordozóként. A Mormon könyve a kritikában említett egyik szöveghelyén Nefi egyik jövendölésében szerepel a selyem szó. Nefi Kr. e. 600-ban hagyta el Jeruzsálemet. Az Ószövetségben Ezékiel is említ selymet (Ezékiel 16:10). Ezékiel Kr. e. 592 és 570 között prédikált. Van rá bizonyíték, hogy a selyemhernyót már Kolombusz előtt ismerték az Újvilágban: Egy expedíció során a nem-mormon tudós Dr. Peigler megtalálta azt az állatot, melynek gubójából az aztékok az igazi selyemhez hasonló anyagot készítettek, és amely anyagot azok a spanyolok is selyemnek neveztek, akik felfedezték Mexikót és Közép-Amerikát. Néhány mormon tudós az ősi Közép-Amerikát illetően több olyan anyagról is beszél, melyeket nevezhettek selyemnek. 1566-ban Diego de Landa szerzetes írt egy könyvet spanyolul a tapasztalatairól. Angolra csak 1937-ben lett lefordítva. Címe: Yucatan Before and After the Conquest. Részletek a könyvből: „Kétfajta méh van, egyik sokkal kisebb mint a másik; a nagyobbik nagyon kis kaptárakban él, és nem csinál lépet mint a mieink, de helyette kis viasz-diószerű zsákocskákat készítenek, mindegyik szorosan egymás mellett és tele vannak mézzel … A másik faodvakban és sziklákban él. Az ország bővelkedik a mézben. Az íze a lehető legkitűnőbb, azzal a különbséggel hogy kissé hígabb…. Ezek a méhek nem szúrnak.” (101. oldal) „Az országban vannak bizonyos vadszőlők, melyeknek ehetőek a bogyóik … Van egy örökzöld fa, melyen kis fügék vannak és melyet oxnak neveznek.” (105. oldal) 1983-ban felfedezték a Kolombusz előtti háziasított árpát. Ezenkívül számos őshonos búza és árpafajta ismert ma is, melyeket termeszthettek a nefiták. Olajfa: A Mormon könyve szerint a nefiták nem termesztették. Az olajfa Jákób 5. fejezetében – mely a leghosszabb fejezet – Zénos hasonlatában szerepel, melyet Léhiék a rézlemezeken hoztak el Jeruzsálemből. A rendkívül összetett hasonlatban a termesztéssel kapcsolatban olyan részletek is szerepelnek melyek Joseph Smith számára nem lehettek ismertek. Ilyen részletek például: metszés a gyökerek és ágak közti helyes arányhoz, körülásás, trágyázás, táplálás, szelíd ág oltása a vadba és fordítva, szelíd visszaoltása a szelídbe, elpusztult ágú fák gyökerének megmentése, ágak átültetése, jó és rossz talajban is nőnek, gondozás az új ágak előtöréséhez, stb… Mormon és nem-mormon szakértők szerint a Mormon könyvében szereplő termesztési módszerek helyesek. |

### Metallurgia
| Metallurgia – Vas és acél az Újvilágban Kolumbusz előtt? | Metallurgia – Vas és acél az Újvilágban Kolumbusz előtt? |
| Kritikus álláspont | Mormon válasz a kritikára |
| --- | --- |
| A Mormon könyvében szereplő zsidók komoly fémtechnológiával rendelkeztek. A színesfémek, a bronz, a vas megmunkálása mellett acél tárgyak használatáról is olvasunk. Ami azonban a vasat illeti, Kolumbusz előtt nem létezett a kontinensen. Az acél (steel) is olyan különleges széntartalmú vasötvözet, amely csak az i. sz. 13. században, tehát a középkorban, a Mormon könyve állításainál majdnem két évezreddel később jelent meg. Ha a zsidók Amerikában egy évezreden át vas- és acéleszközöket és -fegyvereket használtak, annak miért nem maradt semmi nyoma? | Egy i. e. 11. századi felső-galileai csákány a legkorábbi ismert acéleszköz, melyet szenítéssel, edzéssel és hőntartással állítottak elő. Ez a technológiai újítás nyitotta meg az utat a vas használatának széles körű elterjedéséhez. A mormon kutatók szerint a fémből készült indián fegyverek valóban egy fémhez igen hasonló ásványból, obszidiánból készültek. Példának hozzák fel az azték macuahuitl-pajzsokat. |

### Geográfia
| Geográfia – Bővelkedő Arábia? – „Valahol” Amerikában? | Geográfia – Bővelkedő Arábia? – „Valahol” Amerikában? |
| Kritikus álláspont | Mormon válasz a kritikára |
| --- | --- |
| A Mormon könyve szerint Léhi i. e. 600-ban, a Vörös-tenger melletti „sivatagban” vándorolva Lámánnak nevezett el egy folyót, amely a tengerbe ömlött. Semmilyen folyóról nincs írott emlék, amely a sivatagból a Vörös-tengerbe ömlött volna. Léhi még Arábiában járva egy olyan helyre érkezik, amelyet a Bőség földjének nevez el „bőséges gyümölcse és vadméze miatt”. Arábiában sosem volt vadméz (ehhez erdők is kellettek volna), és gyümölcsök helyett is csak homokban bővelkedett emberemlékezet óta. Ami Amerikát illeti, a Mormon könyve földrajzi leírásai – néhány mormon kísérlet ellenére – egyetlen amerikai tájegység felismeréséhez sem nyújtanak elegendő segítséget. A Mormon könyvéhez nem tudnak olyan térképet csatolni, mint a Bibliához (Ókori Közel-Kelet, Palesztina Jézus korában, Pál apostol missziós útjai stb.). | Egyes kutatások szerint az Arab-félszigeten vannak olyan területek, melyek lehetséges helyei a Mormon könyvebeli Lémuel völgyének, Lámán folyójának és a Bőség földjének. Bőség földje lehetséges helye ma is oázisszerű, van sokfajta fája (pl.:datolya), méze, vasérce (amiből Nefi készíthetett szerszámokat). |

### Régészet
| Régészeti leletek | Régészeti leletek |
| Kritikus álláspont | Mormon válasz a kritikára |
| --- | --- |
| A Mormon könyvét nem támogatják régészeti leletek, ezért az hamis. A Bat Creek-i felirat sok mindennek tekinthető – leginkább hamisítványnak – de egyértelmű óhébernek nem. Az összesen 8 és fél(!) jelből álló belirat jó néhány jelét bárhogy lehet olvasni. A lelet egy „crux” és nem bizonyít semmit. (A következő mondatot nem tudni, hogy a szöveg szerkesztője mire vonatkoztatja; a Mormon válasz a kritikára-részben a földsáncokra vonatkozó részre nem vonatkoztathatja, hiszen az ott említett leletek a 20. században kerültek elő, J. Smith idejében nem voltak ismertek.) A mormon könyvének esetleges egyezései a valódi tényekkel nem igazolják a szöveg hitelességét (hiszen éppen az utólagos ismeretek visszavetítését tételezi a gyanú). | kánaánita feliratok Georgiából, Tennessee-ből és Brazíliából héber és marokkói érmék Kentucky-ból és Venezuelából (Nyelvészet-rész) J. Huston McCulloch nem-mormon tudós szerint a Denevér-szurdoki felirat (Bat Creek inscription) amit cherokii-nak gondoltak régebben, sokkal inkább ó-héber. azték macuahuitl-pajzsok (Metallurgia rész) lókoponya Wisconsinból i. sz. 700-ból, és egyéb állati leletek Kolumbusz előtti csirkecsontok Chiléből és az USA számos helyéről elefántmaradványok egy ősi városból, 500 mérföldre Mexico várostól elefántábrázolás sziklarajzokon és hieroglifákon (Zoológia és botanika-rész) Lémuel völgye, Lámán folyó, Bőség földje (Geográfia rész) földsáncok, művészi rajzok, fegyvermaradványok, szobrok: Közép-Amerika régészete nagyon gyerekcipőben jár még. Ennek egyik jellegzetes példája a háborúk témája. A tudósok évtizedekig úgy gondolták hogy az ősi Közép-Amerika békés hely volt, különösen i. sz. 300-800 között, ellentétben a Mormon könyvében írottakkal, főleg i. sz. 300-400 közötti háborúkra gondolva. 1970-től kezdve azonban ez megváltozott. A Tulan Egyetem kutatói felfedeztek egy hatalmas védelmi erődítményt Becan-nál a Yucatan félszigeten. Az ősi építők a földet kiásták és felhalmozták az árok belső partjánál. A lelet kora i. sz. 150-450, mely megfelel a Mormon könyvebeli időnek. Az első leletet több másik is követte, melyek megerősítették a gerendaszerkezetek, árkok, kőfalak és földfalak használatát. Manti városánál találtak egy olyan erődítményt melybe csak egy hosszú és keskeny bejáraton keresztül lehetett bejutni, úgy ahogy a Mormon könyvében le van írva. Több mint száz erődítményt ismerünk napjainkban. Ezeken a helyeken találtak még művészi rajzokat, fegyvermaradványokat és harcosokat mintázó szobrokat. A Mormon könyvéből: "Alma 48:8 … kis erődöket, vagyis menedékhelyeket emeltetett; körbe földsáncokat hányva, hogy körülzárja seregeit, és kőfalakat is építtetett, hogy körülvegye őket, körbe a városaik és földjeik határán; igen, az egész ország körül. Alma 49:18-20 Most íme, a lámániták semmilyen más úton nem juthattak be a nefiták biztonságot nyújtó erődítményeibe, csakis a bejáraton keresztül, a felhányt földsánc magassága, és azon árok mélysége miatt, melyet körbe ástak, a bejárat kivételével. … és így fel voltak készülve rá, igen, legerősebb embereik egy csoportja kardjaival és parittyáival, hogy mindazokat leterítsék, akik a bejáraton keresztül próbálnak bejutni a biztonságot nyújtó helyre … Alma 50:1-6 … meghagyta… hogy minden város körül kezdjenek hozzá földsáncok emeléséhez, az egész országban… És meghagyta hogy ezen földsáncok tetején legyenek gerendák, igen, embermagasságú gerendaszerkezeteket építtetett, körbe a városok körül. És meghagyta, hogy ezekre a gerendaszerkezetekre, körbe a gerendákra építsenek cölöpökből egy keretet; és ezek erősek és magasak voltak. És tornyokat is emeltetett, melyek átnéztek ezen cölöpökből készült szerkezetek felett… Alma 53:3-5 … ássanak egy árkot Bőség földje, vagyis városa körül. És az árok partján gerendafalat építtetett; és az árokból kiásott földet ennek a gerendafalnak hányták; és így dolgoztatták a lámánitákat; míg erős és rendkívül magas gerendafallal és földdel körül nem vették Bőség városát." Joseph Smith próféta, a Mormon könyvének fordítója, 1830-ban nem tudhatott ezekről az ősi módszerekről, melyekről, most a XX. században kezd a tudomány egyre többet felfedezni. A Mormon könyvében néhány eseménynek valósághű részletei vannak megadva (szállítási problémák, lázadások, hadifoglyok, közhangulat, kémek, stb.), melyek arra utalnak, hogy szerző közelről ismerte azokat a harci eseményeket. |

## Keresztény kritika
| A Mormon könyve tartalmazza az örökkévaló evangélium teljességét? | A Mormon könyve tartalmazza az örökkévaló evangélium teljességét? |
| Kritikus álláspont | Mormon válasz a kritikára |
| --- | --- |
| Smith azt állította a Mormon Könyvéről, hogy "evangélium teljessége" van benne. Fontos látni, hogy mit értett a mormon egyház egyik elnöke és prófétája "az evangélium teljessége" alatt: "Az 'evangélium teljessége' minden olyan parancsolatot és alapelvet jelent, amely a celesztiális királyságban való felmagasztosuláshoz hozzátartozik". A mormon teológia szerint a felmagasztosuláshoz annyi minden más is hozzátartozik, hogy pusztán a Mormon Könyve alapján senki sem jutna el oda, ahova a mormon vallás el akarja juttatni a híveit! A Mormon Könyvében ugyanis nincs szó olyan alapvető mormon tanításokról, mint a sok, szaporodó isten léte, az istenek világszervező munkája, az örök fejlődés törvénye, az emberi léleknek a testi születés előtti létezése, az ember istenné felmagasztosulásának lehetősége, a felhatalmazott papságnak a teljes üdvösséghez való szükségessége, a halottak megváltásának lehetősége helyettesítő szertartások által, a pokol ideiglenessége, a terresztriális, telesztiális és celesztiális királyság létezése, az templomban örökre kötendő házasság és más bolygók utódokkal benépesítése stb. Kérdés tehát, hogy milyen értelemben "teljes" a Mormon Könyve evangéliuma? És ha ez az evangélium (jó hír) nem a teljes hír, akkor miért állítják be annak? | Az "evangélium teljessége" kifejezés Joseph Fielding Smith kijelentésében a megváltás összes tantételét jelenti, melyeket Jézus Krisztus valaha is kinyilatkoztatott. A másik Smith, Joseph Smith idézett szövege hosszabban: A Mormon könyve "magában foglalja az örök evangélium teljességét, úgy, ahogy azt a Szabadító az őslakóknak kijelentette." Joseph Smith itt más értelemben használta ezt a kifejezést, mint J. F. Smith. Ezra Taft Benson elnök: "A Mormon könyve tartalmazza Jézus Krisztus evangéliuma teljességét. Ez nem jelenti azt hogy minden valaha kinyilatkoztatott tanítást és tantételt tartalmaz." (Az "evangélium teljessége" kifejezés egy lehetséges következő értelmezése például: a megváltás összes tantételére utal, melyet Jézus Krisztus földi szolgálata alatt bemutatott és tanított.) A „benne van az Evangélium teljessége” -megállapítást a Jos. Smith idézetben úgy gondolom J. Smith másik megállapításával, a „leginkább tökéletes könyv”-vel együtt kell értelmezni, ami, ez a könyv, „közelebb visz Istenhez, mint bármely másik könyv”, ebbe a Bibliát is beleértve. És különösen fontos a „benne van az Evangélium teljessége” értelmezésénél, hogy a mormon tanítás szerint ez a könyv érintetlenül őrződött meg Jézus Egyháza számára, míg szerinte a Biblia szövege, miután szerinte megszűnt az őskeresztény Egyház, károsodott. Abban az értelemben teljes tehát A Mormon könyve Evangéliuma, amennyiben a mormon tanítás szerint a Bibliáé nem teljes. A mormon tanítás beszél az isteni kinyilatkoztatás különböző időszakairól. Jézus hívei, akik nem mormonok, is megkülönböztetik például azt az időszakot, amikor a zsidó volt Isten népe, majd a keresztény kort, amely kettőben, nyilván úgy gondolják, hogy Isten nem teljesen ugyanazt a tudást osztotta meg az emberrel. Ez szerint nem rendellenesség, ha a Jos. Smith utáni mormon korszak rendelkezik olyan tudással is, amivel kapcsolatban esetleg nincs tudásunk róla, hogy a Mormon könyve emberei rendelkeztek volna, vagy amivel ők nem rendelkeztek. A kritika mentén felmerül a kérdés, hogy egy könyv hogyan tud üdvözíteni, mennyiben tud üdvözíteni. Sehogy. A mormon tanítás nem állítja azt, hogy egy könyv lehet a „teljes hír”. Épp ellenkezőleg. Hiszen: Az evangélium teljessége a pecsételő hatalomból (Melkisédeki papság), nem pedig az evangéliumi tudás teljességéből származik. Az egyház az érdeklődőknek nem tanítja azt hogy a Mormon könyvében minden tanítás benne van. Az érdeklődők a keresztelő előtt tanulnak a földi élet előtti létről, örökkévaló házasságról, az örök fejlődésről, a dicsőség fokozatairól, a felmagasztosulásról és a templomi szertartásokról. |

| Hiteles-e a Mormon könyve? | Hiteles-e a Mormon könyve? |
| Kritikus álláspont | Mormon válasz a kritikára |
| --- | --- |
| Isten gondoskodott arról, hogy a Bibliában adott kinyilatkoztatás megbízhatóságát sok ellenőrizhető történelmi ténnyel és sok száz másolattal támassza alá. Nem jogos ugyanezt elvárni egy állítólagos újabb kinyilatkoztatást illetően? Miért kellene új kinyilatkoztatásként elfogadni olyasmit, ami híjával van bármilyen kézzelfogható bizonyítéknak? A Mormon könyvének hitelességét kizárólag tanúk (kevesebb mint egy tucat, a valláshoz valamilyen módon kötődő, tehát tanításainak igazolásában érdekelt ember) állítják. Sem másolatok, sem rokon szövegek, sem más fordítások nem bizonyítják hitelességét. Az állítólagos eredeti szöveg nincs meg, és sosem volt bemutatva szakembereknek. Tudományos szempontból a "fordítás" hitelessége ily módon megalapozatlan. És ha mégsem lenne szükség a történelmi hitelességre mint bizonyítékra, akkor miért ne hihetnénk el bárkinek bármit? Istennek a Bibliában folyamatosan adott kinyilatkoztatásai egymásra épülnek, és egymással összhangban vannak. Nem logikus ugyanazt elvárni, hogy ti. Isten korábbi kinyilatkoztatásainak ne mondjanak ellent az újabbak, és az újabbak se mondjanak ellent egymásnak? A mormon kinyilatkoztatások ellentmondanak a Bibliának és egymásnak is[forrás?], tehát kérdés, hogy származhatnak-e ugyanabból a forrásból, mint a Biblia? A könyv hitelességével kapcsolatban lásd még például a Nyelvezet és Régészet fejezeteket a Tudományos kritikánál (ugyanezt a mormon oldal is ajánlja). | A Bibliában sem azok hisznek, akik bizonyítékot követelnek Istentől. Nem azért hisznek benne, mert az bizonyítékokkal alá van támasztva. Bizonyításra szorul, hogy a Mormon könyve bármiben ellentmondana a tényeknek. Nyilván erre történik kísérlet a mindkét fél által külön kiemelt részekben. Ebből a szócikkből sem az derül ki, hogy a Mormon könyvét nem támogatják tények. Éppen a kritika nyomán tárul fel ennek ellenkezője. A Mormon könyvének speciális a története, más, mint a Bibliáé. Ráadásul a fordítása az állítás szerint Isten műve. E két körülmény mentén értelmetlen fordítást követelni a Mormon könyvével kapcsolatban. Hanem csak azt van értelme kijelenteni, hogy a Mormon könyvét ilyen szempontból vizsgálni nem lehetséges. A Mormon könyve kritikája szócikkben teljesen hiányzik annak az állításnak a bizonyításának a kísérlete, miszerint a mormon kinyilatkoztatások ellentmondanak egymásnak és a Bibliának. Így erre a válasz mormon oldalról egyszerűen: Ez nem igaz. A Mormon könyve valódiságáról tanúskodik A három tanú bizonyságtétele és A nyolc tanú bizonyságtétele. |

| Változtatások a Mormon könyvében | Változtatások a Mormon könyvében |
| Kritikus álláspont | Mormon válasz a kritikára |
| --- | --- |
| Ha egyszer a Mormon Könyve első kiadásának szövege Isten szerint "helyes" volt, hogy mertek a tartalmába belejavítani tanításbeli kérdésekben is[forrás?]? A könyvet többször is kiadták, azonban több helyen módosítottak rajta. A módosítások egy része helyesírási hibák kiküszöbölésében állt, másik része pedig olyan logikai ellentmondásokat javított, mint pl. Móziás 21:28 "Amikor Limhi meghallotta Ammontól, hogy Móziás királynak van egy Istentől nyert adománya." Eredetileg Benjámin állt a szövegben, de ő a MK története szerint akkor már halott volt (Ether 4:1). Ha a javítást újabb isteni ihletésre tették, akkor az 1830-as helyeslő, égi szózat nem jött Istentől? Ha pedig az valóban Tőle volt, de az első kiadás szövege a maitól eltér, akkor lehetett-e Istentől a későbbi javítás? Vagy Isten ennyit hibázik, és ilyen kiszámíthatatlan? Kérdés, hogy mi alapján észlelték (majd javították) egyáltalán a hibákat, ha az eredeti szöveget Smith visszaadta egy angyalnak, ahogyan állítja? Ilyen módon nincs mivel összevetni a "hibás" szöveget, és nincs mi alapján rájönni, hogy egy-egy eleme hiba. Mihez képest hibás? A nemlétező (vagy az angyalnak visszaadott) eredetihez képest? Honnan tudják a mormonok, hogy hibás, ha nincs birtokukban az eredeti? | A változtatások nem érintették a történetet, tantételeket, vagy más lényeges dolgot. A Mormon könyve eredeti kéziratát írásjelek nélkül diktálták és nem tagolódtak versekre és fejezetekre. A tagolások és írásjelek később kerültek bele. Aprtóbb hibák keletkeztek a nyomdai változat kéziratánál és a nyomtatásnál is. Későbbi kiadásokban ezek javításra kerültek. Sok esetben a mondatok klasszikus hebraisztikus szerkezetűek voltak, ami angolul furcsa volt, ezeknél szükség volt a változtatásra az olvashatóság miatt. Sok esetben törölve lett a terjengős „és lőn” („and it came to pass”) kifejezés, mely kifejezést régebbi fordítók a Biblia King James változatának fordításánál és az Ószövetség egyéb angol fordításánál is töröltek. Móziás 21:28 és Ether 4:1-ben Benjámin helyett Móziás olvasható az 1837-es kiadástól fogva. A változtatás oka pontosan nem ismert, de többféle magyarázat létezik. Benjámin király még három évet élt azután hogy a fia Móziás lett a király, vagyis Ammon hivatkozhatott rá. Így valószínű hogy Smith jól fordította és a javítás nem emiatt volt szükséges. Lehetséges, hogy a lemezeken volt hiba, amit az ősi szerkesztők vétettek és ezt javította utólag Joseph Smith. A Bibliában is van hasonló hiba. Isten levédte magát, hogy ne nevezzék hibázónak: a könyv legelején: „És most, ha vannak benne hibák, azok emberek tévedései; ne kárhoztassátok tehát Isten dolgait, hogy szeplőtelennek találtathassatok Krisztus ítélőszéke előtt” Megint értelmetlen a kritikának a Mormon könyvén szöveg fordítását (hibák észlelését, -javítását) számonkérni, hiszen tehát Jos. Smith az írott szöveget, amit „fordított” nem értette. Így ugyanúgy javíthatta a szöveget, ahogy „fordította” azt. |

| Igaz-e a Mormon könyve? | Igaz-e a Mormon könyve? |
| Kritikus álláspont | Mormon válasz a kritikára |
| --- | --- |
| Lehet-e döntő a Mormon Könyve megítélésében az ima-teszt: egy érzés – akár a tényekkel és a józan ésszel szemben is? Ha pedig a "hit" azt jelenti, hogy a tények és a józan ész nem számítanak, akkor az ember bárkinek bármit elhihet, nem? | A könyv bevezetésében ez olvasható: "Mindenhol, minden embert felhívunk, hogy olvassák el Mormon könyvét, szívükben gondolkozzanak el a benne foglalt üzeneten, és azután Krisztus nevében kérdezzék meg Istent, az Örökkévaló Atyát, hogy a könyv igaz-e. Akik ezt az utat követik, és hittel kérdeznek, a Szentlélek hatalma által bizonyságot nyernek annak igaz voltáról és isteni eredetéről. (Lásd Moróni 10:3–5.)" |